# مریسا اسمیت
مریسا اسمیت (انگلیسی: Merissa Smith؛ زادهٔ ۱۱ نوامبر ۱۹۹۰) بازیکن فوتبال اهل نیوزیلند است.
وی همچنین در تیم‌های ملی فوتبال New Zealand women's national under-20 football team و زنان نیوزیلند بازی کرده‌است.